# Clemente de Sajonia (1798-1822)
Clemente de Sajonia (1 de mayo de 1798 - 4 de enero de 1822) fue un príncipe sajón.

## Primeros años
Clemente era el cuarto hijo del príncipe Maximiliano de Sajonia y de la princesa Carolina de Borbón-Parma. Sus abuelos paternos fueron el elector Federico Cristián de Sajonia y la princesa María Antonia de Baviera, mientras que los maternos fueron el duque Fernando I de Parma y la archiduquesa María Amalia de Austria. 
Se crio junto a sus dos hermanos, los futuros reyes Federico Augusto II y Juan, recibiendo una educación variada. Su madre murió víctima de fiebres en 1804, cuando aún no cumplía seis años. Durante la guerras napoleónicas tuvo que huir de su casa varias veces; él y su familia se vieron obligados a dormir sobre paja donde quiera que pudieran para encontrar refugio.

## Viajes
En 1815, Clemente visitó la corte austríaca acompañado de su hermano mayor Federico Augusto. El archiduque Fernando de Austria-Este les dio la más cordial bienvenida. Después de visitar París y las capitales del sur de Alemania, regresaron a Dresde en octubre, donde continuaron sus estudios con su hermano menor Juan.
Durante toda su vida, estuvo en el tercer lugar en la línea sucesoria del entonces electorado posteriormente reino, y de haber vivido más años, se hubiera convertido en rey de Sajonia, ya que además que sus tíos Federico Augusto I y Antonio no tuvieron hijos sobrevivientes, su hermano mayor tampoco tendría descendencia legítima de sus dos matrimonios.

## Muerte
Hizo un segundo viaje a Italia, al entonces Gran Ducado de Toscana, con su hermano Juan para visitar a sus hermanas María Ana y María Fernanda, las respectivas esposas del entonces Gran Duque Heredero Leopoldo y su padre el Gran Duque Fernando III de Toscana, Clemente fue a Pisa, donde estaba ubicado temporalmente la corte. El 2 de enero de 1822 Clemente enfermó de fiebre y tos, muriendo dos días después, faltaban unos meses para que cumpliera 24 años.
Su cuerpo, con el consentimiento de su padre, fue enterrado en Florencia, en la Basílica de San Lorenzo, construyéndose un cenotafio en la Hofkirche en Dresde.

## Títulos y tratamientos
Esta tabla aún no está actualizada. Puedes contribuir aportando información sobre títulos y tratamientos de esta persona.

## Órdenes
- Gran Cruz de la Orden de la Corona de Ruda (Sajonia)
- Caballero de la Orden de San Huberto (Baviera)
- Caballero de la Suprema Orden de la Santísima Anunciación (Cerdeña)